# Éric Bernard
Éric Bernard (nascut la data de 24 august 1964 in Martigues, Marseille, Franța) este un fost pilot de curse care a activat 4 sezoane in Formula 1.

## Cariera în Formula 1
| Sezon | Echipă                              | Puncte      | Loc clasament general |
| ----- | ----------------------------------- | ----------- | --------------------- |
| 1989  | Larrousse Calmels                   | 0           | -                     |
| 1990  | ESPO Larrousse F1                   | 5           | 13                    |
| 1991  | Larrousse F1                        | 1           | 21                    |
| 1993  | Ligier Gitanes Blondes              | Pilot teste | -                     |
| 1994  | Ligier Gitanes Blondes / Team Lotus | 4           | 18                    |